# Коханная, Оксана Александровна
Оксана Александровна Коханная (род. 22 марта 1972) — советская и казахстанская футболистка, выступавшая на позиции полузащитника.
Первой футбольной командой была «Претендент», в которой отыграла 6 сезонов и которая впоследствии стала ЦСК ВВС. В первом чемпионате СССР в 1990 году забила первый гол. В первых чемпионатах России провела за ЦСК ВВС 31 матч. В 1994 году перешла по аренде в «Аврора» но проведя 5 матчей вернулась на родину в Казахстан, в команду «Динамо-ЦСКА» (Алма-Ата).

## Достижения

### Командные
Чемпионат России по футболу среди женщин
- Чемпион России (1): 1993
- Вице—чемпион России (1): 1992

Чемпионат Казахстана по футболу среди женщин
- Чемпион Казахстана (1): 1995

клубный объединённый чемпионат Центральной Азии
- Чемпион Центральной Азии (1): 1996

### Личные
Была капитаном сборной Казахстана на Кубке Азии 1995 года.